# Orthoperus aequalis
Orthoperus aequalis é uma espécie de insetos coleópteros polífagos pertencente à família Corylophidae.
A autoridade científica da espécie é Sharp, tendo sido descrita no ano de 1885.
Trata-se de uma espécie presente no território português.